# Ватульян, Аведис Ованесович
Аведис Ованесович Ватульян (30 октября 1940 — 8 февраля 2010) — советский футболист, полузащитник. Мастер спорта СССР (1968).
Воспитанник новороссийской школы «Буревестник», тренеры Владимир Филимонов, Георгий Залиев. В 1960—1970 годах играл за местный «Цемент» / «Труд», с 1964 года — капитан команды. Сыграл за клуб 366 матчей (примерно 314 — в классе «Б», 12 — в Кубке, 20 — в турнирах за право играть в классе «А»). Забил 72 мяча. Завершал карьеру в команде «Лесной порт» из первенства Краснодарского края.